# Hippobosca hirsuta
Hippobosca hirsuta är en tvåvingeart som beskrevs av Austen 1911. Hippobosca hirsuta ingår i släktet Hippobosca och familjen lusflugor.
Artens utbredningsområde är Uganda. Inga underarter finns listade i Catalogue of Life.